# Sagunto
Sagunto (catalansk: Sagunt) er en antik by i Spanien, i nutidens frugtbare distrikt Camp de Morvedre i provinsen Valencia i den østlige del af landet. Den er beliggende et sted som er præget af bakker, 33 km nord for Valencia, nær Costa del Azahar ved Middelhavet.